# Veggli
Veggli är en kyrkby som utgör enda tätorten i Rollags kommun i Buskerud fylke i sydöstra Norge. Orten ligger vid fylkesväg 40 och en numera nedlagd sträcka av Numedalsbanan, på västra sidan av älven Numedalslågen. Här finns Veggli kyrka.